# IC 1065
IC 1065 — галактика типу SB0 (компактна витягнута галактика) у сузір'ї Дракон.
Цей об'єкт міститься в оригінальній редакції індексного каталогу.